# Jamestown (Kansas)
Jamestown es una ciudad situada en el condado de Cloud, Kansas, Estados Unidos. Tiene una población estimada, en 2025, de 230 habitantes.

## Geografía
La localidad está ubicada en las coordenadas 39°35′58″N 97°50′41″O / 39.59944, -97.84472 (39.599548, -97.861255).

## Demografía
Según la estimación 2 de la Oficina del Censo, los ingresos medios de los hogares de la localidad son de $74,167 y los ingresos medios de las familias son de $76,875. Alrededor del 8.6% de la población está por debajo de la línea de pobreza.